# Instituto Postal Telegráfico de Venezuela
El Instituto Postal Telegráfico (IPOSTEL) es una organización pública venezolana reguladora del sector postal nacional, proveedora de servicios postales, logísticos y de imprenta. En 2014 la organización suspendió indefinidamente las envíos hacia el exterior, en parte por las deudas contraídas por el gobierno con aerolíneas que disminuyeron la capacidad de traslado.

## Historia
En la época colonial, la correspondencia que llegaba a Venezuela era dejada en los puertos de la Guaira y Puerto Cabello y en el golfo de Maracaibo. La de salida era transportada por vía marítima a las islas de Santo Domingo, Puerto Rico y Cuba. La dirigida a España se concentraba en La Habana para su traslado posterior. El transporte terrestre solo cubría la ruta hasta Santa Fe, Bogotá (Colombia). Entre 1797 y 1830 se constituyó el correo marítimo y la Administración de la Real Renta de Correos y Postas en América. Se publicó en Lima, Perú, el primer itinerario real de postas, hoy conocido como el plan de Encaminamiento Nacional e Internacional, y se suprimió la franquicia oficial de la correspondencia, exoneración del pago del franqueo. En 1834, José Antonio Páez promulgó la Ley de Correos y en 1840 se promulga la segunda Ley Orgánica del Servicio de Correos que abarcó el periodo entre 1839 y 1843; la cual fijaba el régimen de sueldos y funciones de sus empleados. Esta Ley contenía disposiciones sobre las condiciones que debían llenar locales donde funcionaban las estafetas de correos, dinero y alhajas, retiro de correspondencia, los despachos, valijas, itinerarios, pasaportes, correos ordinarios y extraordinarios, contratos para el transporte de correspondencia, lista alfabética de la correspondencia, cartas sobrantes, autos civiles y criminales, gastos del correo, certificados y correspondencia internacional entre otras.
En 1880 Venezuela ingresa como país miembro de la Unión Postal Universal (UPU), a partir de ese momento despachaba correspondencia para todos los países miembros de la unión y a la vez recibía de estos Estados. Durante la presidencia de Antonio Guzmán Blanco se creó el servicio de correo urbano de Caracas y el servicio internacional de bultos postales. En 1898 fue creado el Ministerio de Correos y Telégrafos. Al correo de Venezuela se introducen cambios sin alterar el espíritu del servicio; seguros de que esta prestación contribuía al bienestar ciudadano y por ende al progreso del país. Se participa en el Sexto Congreso Postal Universal, celebrado en Roma en 1906. Se establecen distintos convenios de servicios, tarifas, inutilización de estampillas y nuevos servicios de correos fluviales en varias zonas de país, se concedieron nuevas franquicias postales y se establece una nueva reglamentación para el tratamiento de los bultos postales. Una de las innovaciones es la incluida en la Ley de 1911 que deroga la de 1898, se trata el Monopolio Postal descrito en su primer artículo en los siguientes Términos “El Servicio de Correos de Venezuela queda reservado única y exclusivamente a la Nación...”. A su vez se establecen otras normas jurídicas y penales como la que indica que la eliminación de correos debía contar con la aprobación del Ejecutivo Federal.
El 17 de julio de 1911, por la Unión postal Bolivariana, suscriben un acuerdo los plenipotenciarios Bolivarianos de Ecuador, Bolivia, Perú, Colombia y Venezuela. El mismo estuvo conformado por trece artículos entre los que resaltan: el tránsito gratuito por todo el territorio de las altas partes contratantes; tarifas reducidas para negocios, por fracción y muestras; exoneración de los portes y toda conducción de correspondencias oficiales, diplomáticas o consulares de los países signatarios del acuerdo, lo mismo que despachos judiciales cambiados entre los tribunales de los respectivos países; cambio gratuito de valijas y conducciones de las encomiendas. Este acuerdo no alteraba los pactos existentes entre dos o más naciones. En 1920 se dicta el nuevo Reglamento General de Correo, con el fin de mejorar la aplicación de las disposiciones de la Ley de Correos de 1919. Constaba de doscientos cincuenta y cinco artículos divididos en diecinueve capítulos que trataban de las siguientes materias: categoría de las oficinas de correos, cargos en la dirección, administraciones de Correos, franqueo, correspondencia en general, paquetes postales, recepción de la correspondencia en tránsito, distribución de la correspondencia, expedición al interior, lista de correos, depósito y fiscalización de valijas y tablillas, conductores de la correspondencia, licencia y renuncias, identidad y disposiciones generales. Para el año 1922 ya se disponía de datos estadísticos sobre el movimiento postal nacional e internacional. A finales de este año el total de piezas movilizadas a escala nacional e internacional, alcanzó la cantidad de 24.541.884 envíos anuales. Otros hechos relevantes del siglo XX fueron en 1931 la introducción del servicio de correo aéreo, luego de Diez (10) años de haberse realizado la propuesta y en 1933 la inauguración del edificio de Correo, en la Esquina de Carmelitas, donde funcionaba la Oficina Postal Telegráfica de Carmelitas.
Se suscribió el Convenio Panamericano sobre Bultos Postales en la Unión Postal Panamericana, constituida por diecinueve países del continente que luego se incrementaron a veintitrés (23) incluyendo a España. En 1941 se crea la Escuela Postal, destinada a la instrucción de los funcionarios del correo de Venezuela. Para finales de este mismo año el movimiento postal de correspondencia había alcanzado la cifra de 49.858.566 envíos y en bultos postales la cantidad de 120.661 con un peso de 14.280.499 kg. También se emitieron 139.062 envíos contra reembolso y 17.321 con valor declarado. La Ley de Correos fue reformada en el año 1953, siendo derogada posteriormente por la Ley de Correos promulgada el 12 de diciembre de 1958, manteniéndose vigente a la fecha. Se mantiene en vigor el Monopolio Postal, ya que en su artículo 1º la Ley dispone “El correo es un privilegio público prestado en forma exclusiva por el Estado que se regirá por las disposiciones establecidas en esta Ley y sus Reglamentos y por la convenciones, acuerdos y tratados postales ratificados por la Nación”.

## Creación
En 1974 Gonzalo Plaza Pieterz fue nombrado director de Correos de Venezuela, entonces una dirección del Ministerio de Transporte y Comunicaciones, cuyo titular era Armando Sánchez Bueno, luego sucedido por el ingeniero Leopoldo Sucre Figarella. Bajo su dirección Plaza recibió el complejo encargo de unificar el servicio postal y convertirlo en instituto autónomo, ya que, desde sus inicios en el siglo XIX, el correo en Venezuela había estado bajo el control del Ministerio de Hacienda, a través del Banco Central de Venezuela y del Ministerio de Comunicaciones.
A Ipostel se le otorgó la condición de instituto autónomo mediante ley publicada en la Gaceta Oficial de Venezuela el 28 de enero de 1978. En enero de 1991 se profesionaliza la carrera postal telegráfica, fundamentada en la Ley de Creación del Instituto. Los estudios de formación, adiestramiento y mejoramiento del personal se realizan en la Escuela Postal Telegráfica, teniendo su sede en el Centro Postal de Caracas, en cuyo anexo se encuentra el Museo Postal y de la Telegrafía, inaugurado el 28 de noviembre de 1983 con el objetivo de preservar el patrimonio cultural e histórico del servicio postal y telegráfico de Venezuela. Para 2016, Ipostel conservaba 329 oficinas abiertas en el país, 11 por cada millón de habitantes, y 2 100 carteros, 67 por cada millón de habitantes.

## Críticas
En 2014 la organización suspendió indefinidamente las envíos hacia el exterior, en parte por las deudas contraídas por el gobierno con aerolíneas que disminuyeron la capacidad de traslado; el 7 de febrero Ipostel cesó sin previo aviso el envío de correspondencia a 29 países, y el 15 de mayo suspendió "cualquier envío desde Venezuela al exterior de cartas, postales, paquetes, encomiendas, documentación y mercaderías". En febrero de 2015 se anunció la reactivación parcial del servicio internacional con la exclusión de 22 países. Junto con el vencimiento del contrato colectivo por más de 25 años, esto generó varias protestas sindicales solicitando reivindicaciones. Ipostel ha sido criticado por presentar carencias operativas que evitan su funcionamiento y limitan su uso a trabajo administrativo y venta de estampillas para pagos de determinados impuestos. Entre las noticias generadas por Ipostel se reseñan frecuentes robos internos, adquisiciones equivocadas de equipos de mecanización, decenas de toneladas de cartas y bultos represados por no poderlos despachar y regresados a los remitentes disfrazados de devoluciones del destinatario, un paro nacional en el que se exigía la destitución de toda la junta directiva y la destrucción de hasta 150 000 solicitudes postales que pedían a la presidencia de la república la liberación de Leopoldo López.

## En la cultura popular
La banda de rock venezolana La Vida Bohème lanzó la canción titulada «I.P.O.S.T.E.L.» como parte de su álbum «Nuestra».